# Rosetta Franzi
Rosetta Franzi (ur. 1902 w Crova, zm. 26 października 1934) – włoska matka, nauczycielka, kandydatka na błogosławioną Kościoła katolickiego. 
Urodziła się jako druga z czterech sióstr. W 1918 ukończyła szkołę podstawową, potem bez wynagrodzenia opiekowała się i nauczała dzieci przedszkolne i szkolne (po ukończeniu pierwszych czterech klas w Crova przeniosła się do Casale Monferrato, do gospodarstwa wiejskiego siostry jej dziadka, ciotki Olimpii, wdowy z jedenastką dziećmi, aby studiować w Kolegium Córek Maryi Wspomożycielki). Otworzyła ochronkę w Crova, wspomagała finansowo ubogich. Społecznie zajmowała się dokształcaniem niepiśmiennych dorosłych. W 1928 poślubiła Giovanniego Gheddo, również kandydata do beatyfikacji. Działała w Akcji Katolickiej, była też katechetką parafialną. Małżonkowie zamieszkali w Tronzano i planowali stworzyć rodzinę z licznym potomstwem, z której dzieci mogłyby być wychowane do kapłaństwa i życia zakonnego. Miała troje dzieci: Piero (ur. 1929, pracownik Instytutu Papieskiego dla Misji Zagranicznych), Francesco (ur. 1930) i Mario (ur. 1931). W następnych latach przeszła dwa poronienia, a 26 października 1934 urodziła przedwcześnie dwoje 5-miesięcznych bliźniąt, które zmarły razem z nią, chore na zapalenie płuc.
Proces beatyfikacyjny małżeństwa rozpoczął się 18 lutego 2006 w Tronzano (trybunał informacyjny otworzył arcybiskup Enrico Masseroni).